# Мањеж (објекат)
Мањеж или манеж је вежбалиште за коњичке спортове, јахалиште, место или просторија у којој се кроте и дресирају млади коњи, односно учи се јахање. Мањеж може бити на отвореном или у затвореном простору (летњи или зимски мањеж), у најчешће за ту сврху изграђеној згради. Стаза на којој се вежба покривена је песком и пиљевином, како се јахачи почетници при паду не би повредили. Мањеж може служити и као такмичарски полигон.

## Порекло речи
Реч „мањеж” потиче из француског језика и осим објекта означава и школу јахања или вештину дресуре коња. У основи је латинска реч mano, односно manus, што значи рука или шака, фигуративно „управљати”. Израз је у овом значењу први пут употребљена 1644. године
У српском језику се најчешће односи на полигон, односно објекат за тренинг коња. Ређе се користи и облик речи „манеж”, а оба облика су део стандарда српског језика. Може се дефинисати и као коњичко вежбалиште, јахаоница, јахалиште.
Израз се понекад користи и за саму вештину јахања, вештину кроћења и дресуре коња или школу јахања.

## Мањежи у Србији
Најпознатији мањеж у Србији свакако је Зграда Мањежа у Београду, у којој се данас налази Југословенско драмско позориште. Зграда Мањежа је саграђена у време Кнежевине Србије, око 1860. године, током друге владавине Кнеза Милоша (1858—1860), за потребе Краљевског коњичког ескадрона. Тада се у Београду, као војном упоришту, изграђују бројни војни објекти: касарне, болнице, барутни магацини и др. Зграда је изграђена на простору некадашње барутане. Налазила се у оквиру војног комплекса ограђеног високим зидом и представљала је типичан војни објекат. Била је то једноставна приземна грађевина са стрмим кровом на две воде. Фасада је била скромна и на њој су се истицали снажни пиластри. Неразуђен унутрашњи простор осветљавали високо постављени прозори, сходно карактеру и намени објекта. Главни улаз се налазио на јужној страни и био је декорисан са две главе коња постављене у полукружној лунети изнад улаза, што је био препознатљиви знак школе јахања. Била је смештена дуж данашње улице Краља Милана. Године 1920. зграда је реконструисана и добила је нову намену. Постала је позороште и та намена се задржала до данас. Реконструисана је више пута.
Архитектонски занимљив свакако је и мањеж Ергеле Зобнатица, најстарије и једне од највећих ергела у Србији.